# تشارلز موسى
تشارلز موسى (بالإنجليزية: Charles Moses)‏ هو موظف مدني أسترالي، ولد في 21 يناير 1900 في Westhoughton ‏ في المملكة المتحدة، وتوفي في 9 فبراير 1988 في Turramurra ‏ في أستراليا.

## وصلات خارجية
- تشارلز موسى على موقع الموسوعة البريطانية (الإنجليزية)
- تشارلز موسى على موقع ديسكوغز (الإنجليزية)